# Ese Lovina Ukpeseraye
Ese Lovina Ukpeseraye (née le 21 mars 1999) est une coureuse cycliste nigériane.

## Biographie
Ukpeseraye perd ses parents à un jeune âge. Elle commence le cyclisme à l'âge de 13 ans et remporte de nombreuses médailles dans des festivals sportifs nationaux,. En 2016, elle est invitée à un stage de formation au Centre mondial du cyclisme à Aigle.
Elle participe à sa première compétition internationale lors des championnats d'Afrique sur route en 2018. De 2020 à 2023, elle décroche sept titres aux championnats d'Afrique sur piste. Ses deux victoires en vitesse par équipes et en poursuite par équipes en 2021 sont également les premiers triomphes nigérians dans l'histoire de ces championnats. En 2023, elle est sacrée championne d'Afrique sur route au sein d'un groupe d'échappés. Grâce à cette victoire, elle assure à son pays une place aux Jeux olympiques de 2024 à Paris. Elle remporte également les championnats du Nigeria sur route. En 2024, elle est recrutée dans l'équipe de développement Canyon-SRAM generation.
En plus des championnats d'Afrique, Ukpeseraye représente son pays aux Jeux africains de 2019 et 2023, ainsi qu'au championnats du monde sur piste de 2021 et 2023 et aux mondiaux sur route de 2023. Aux Jeux olympiques de 2024, elle est la seule cycliste féminine du Nigéria, participant à la course en ligne sur route, ainsi qu'aux épreuves de vitesse et du keirin sur piste.

## Palmarès sur piste

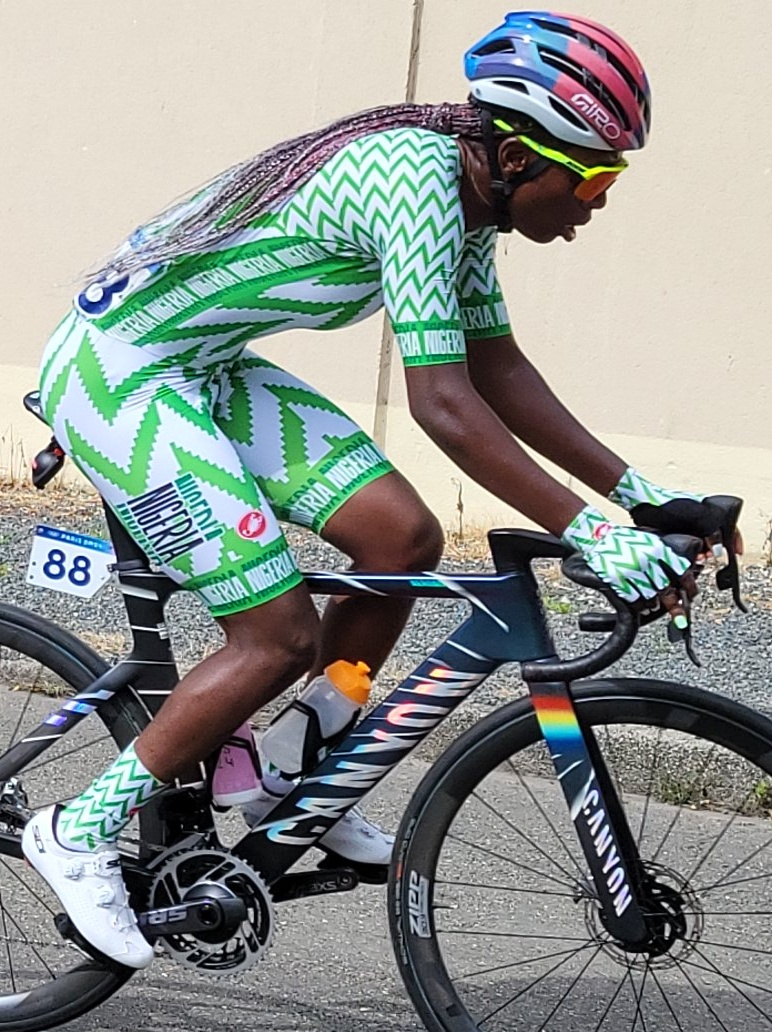
Ese Ukpeseraye lors de la course sur route des Jeux olympiques de 2024.

### Championnats d'Afrique
- Le Caire 2020
  -  Médaillée d'argent de poursuite par équipes (avec Mary Sunday Samuel, Tawakalt Oyetayo Yekeen et Rita Ifeakam Oveh)
  -  Médaillée de bronze de vitesse par équipes (avec Rita Ifeakam Oveh)
- Le Caire 2021
  -  Championne d'Afrique de vitesse par équipes (avec Tawakalt Oyetayo Yekeen et Rita Ifeakam Oveh)
  -  Championne d'Afrique de poursuite par équipes (avec Mary Sunday Samuel, Tawakalt Oyetayo Yekeen et Grace Ayuba)
  -  Médaillée d'argent de la vitesse individuelle
  -  Médaillée d'argent de la course à l'américaine (avec Tawakalt Oyetayo Yekeen)
  -  Médaillée de bronze du keirin
- Abuja 2022
  -  Championne d'Afrique du 500 mètres
  -  Championne d'Afrique du keirin
  -  Championne d'Afrique de vitesse par équipes (avec Tawakalt Oyetayo Yekeen et Grace Ayuba)
  -  Championne d'Afrique de poursuite par équipes (avec Mary Sunday Samuel, Tawakalt Oyetayo Yekeen et Treasure Meelubari Coxson)
  -  Médaillée d'argent de la course à l'américaine (avec Tawakalt Oyetayo Yekeen)
- Le Caire 2023
  -  Championne d'Afrique du 500 mètres
  -  Médaillée d'argent de la poursuite par équipes
  -  Médaillée de bronze de la course scratch
  -  Médaillée de bronze du keirin
- Le Caire 2025
  -  Médaillée d'argent de la vitesse individuelle
  -  Médaillée d'argent de la vitesse par équipes
  -  Médaillée d'argent de la poursuite par équipes
  -  Médaillée d'argent de l'omnium
  -  Médaillée d'argent du keirin
  -  Médaillée de bronze du kilomètre

## Palmarès sur route
- 2023
  -  Championne d'Afrique sur route
  -  Championne du Nigeria sur route
- 2024
  -  Médaillée d'argent du contre-la-montre aux Jeux africains
  -  Médaillée de bronze de la course en ligne aux Jeux africains

### Classements mondiaux
| Année                                 | 2018 | 2019 | 2020 | 2021 | 2022 | 2023 | 2024 |
| ------------------------------------- | ---- | ---- | ---- | ---- | ---- | ---- | ---- |
| Classement UCI                        | 828e | 225e | nc   | nc   | nc   | 126e | 193e |
|                                       |      |      |      |      |      |      |      |
| Légende : nc = non classéSource : UCI |      |      |      |      |      |      |      |